# Комп'єнь

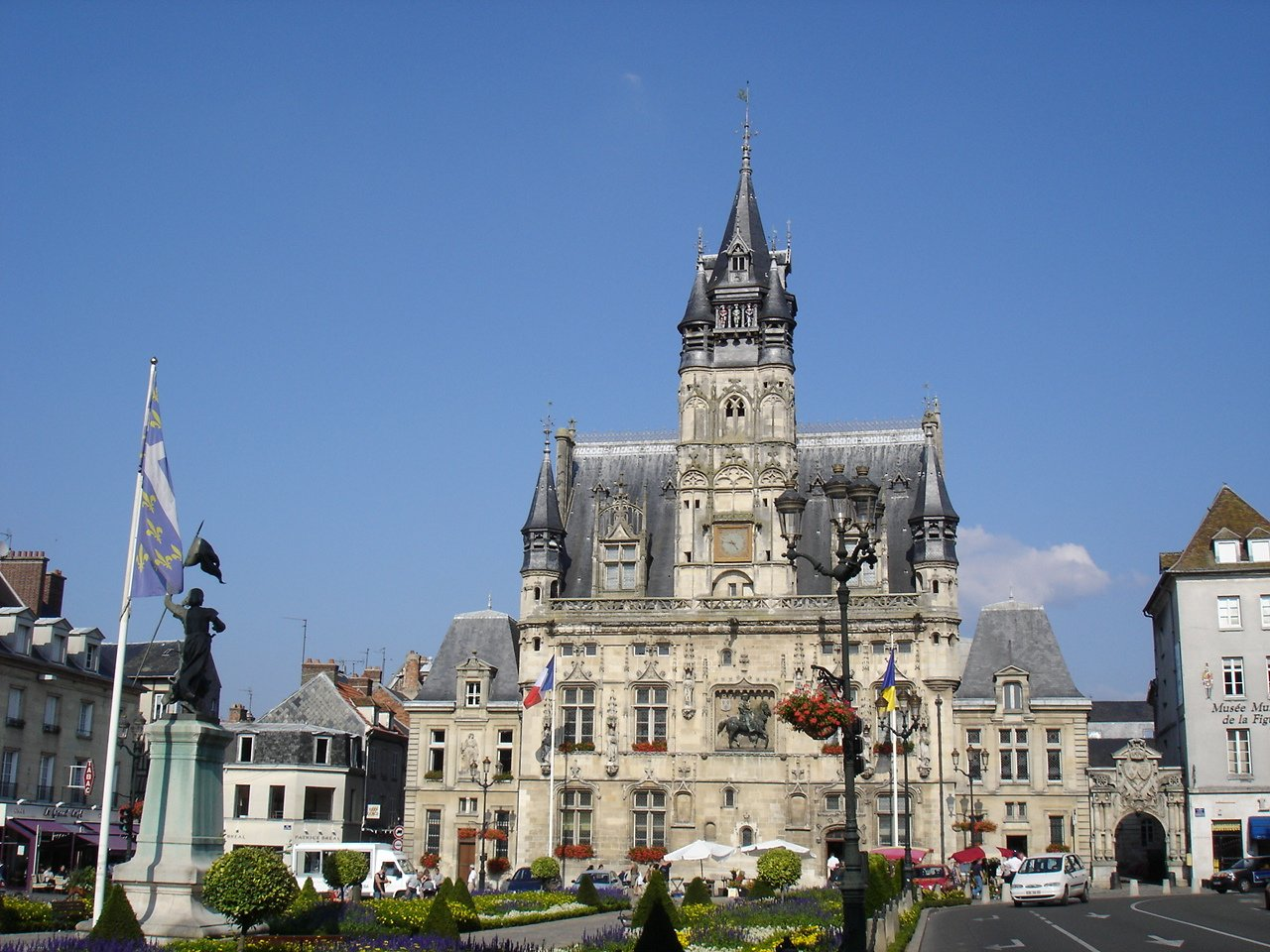

Комп'є́нь (фр. Compiègne) — місто та муніципалітет у Франції, у регіоні О-де-Франс, департамент Уаза. Населення — 40 808 осіб (2022).
Муніципалітет розташований на відстані близько 75 км на північний схід від Парижа, 70 км на південний схід від Ам'єна, 55 км на схід від Бове.

## Історія
В 1918 році в Комп'єні був підписаний договір про капітуляцію Німеччини в першій світовій війні. 22 червня 1940 року в тому самому вагончику було підписано договір про капітуляцію Франції.

## Демографія
Динаміка населення (Cassini і INSEE ):
Розподіл населення за віком та статтю (2006):
| Стать | Всього | До 15 років | 15-24 | 25-44 | 45-64 | 65-85 | Понад 85 |
| --- | ------ | ----------- | ----- | ----- | ----- | ----- | -------- |
| Чоловіки | 20 255 | 3981        | 3512  | 6195  | 4360  | 1996  | 211      |
| Жінки | 21 755 | 3695        | 3216  | 5919  | 5001  | 3284  | 640      |
| \| Статево-вікова піраміда \| Статево-вікова піраміда \| Статево-вікова піраміда \| \| ----------------------- \| ----------------------- \| ----------------------- \| \| Чоловіки \| Вік \| Жінки \| \| 211 \| 85 + \| 640 \| \| 336 \| 80-84 \| 673 \| \| 452 \| 75-79 \| 871 \| \| 594 \| 70-74 \| 938 \| \| 614 \| 65-69 \| 802 \| \| 733 \| 60-64 \| 798 \| \| 1318 \| 55-59 \| 1303 \| \| 1110 \| 50-54 \| 1459 \| \| 1199 \| 45-49 \| 1441 \| \| 1174 \| 40-44 \| 1398 \| \| 1432 \| 35-39 \| 1289 \| \| 1664 \| 30-34 \| 1454 \| \| 1925 \| 25-29 \| 1778 \| \| 1995 \| 20-24 \| 1793 \| \| 1517 \| 15-20 \| 1423 \| \| 1331 \| 10-14 \| 1201 \| \| 1220 \| 5-9 \| 1164 \| \| 1430 \| 0-4 \| 1330 \| |        |             |       |       |       |       |          |
| Статево-вікова піраміда |        |             |       |       |       |       |          |
| Чоловіки | Вік    | Жінки       |       |       |       |       |          |
| 211 | 85 +   | 640         |       |       |       |       |          |
| 336 | 80-84  | 673         |       |       |       |       |          |
| 452 | 75-79  | 871         |       |       |       |       |          |
| 594 | 70-74  | 938         |       |       |       |       |          |
| 614 | 65-69  | 802         |       |       |       |       |          |
| 733 | 60-64  | 798         |       |       |       |       |          |
| 1318 | 55-59  | 1303        |       |       |       |       |          |
| 1110 | 50-54  | 1459        |       |       |       |       |          |
| 1199 | 45-49  | 1441        |       |       |       |       |          |
| 1174 | 40-44  | 1398        |       |       |       |       |          |
| 1432 | 35-39  | 1289        |       |       |       |       |          |
| 1664 | 30-34  | 1454        |       |       |       |       |          |
| 1925 | 25-29  | 1778        |       |       |       |       |          |
| 1995 | 20-24  | 1793        |       |       |       |       |          |
| 1517 | 15-20  | 1423        |       |       |       |       |          |
| 1331 | 10-14  | 1201        |       |       |       |       |          |
| 1220 | 5-9    | 1164        |       |       |       |       |          |
| 1430 | 0-4    | 1330        |       |       |       |       |          |

## Економіка
2010 року серед 27 196 осіб працездатного віку (15—64 років) 18 154 були активними, 9042 — неактивними (показник активності 66,8%, у 1999 році було 67,7%). З 18 154 активних мешканців працювало 15 609 осіб (8333 чоловіки та 7276 жінок), безробітними було 2545 (1278 чоловіків та 1267 жінок). Серед 9042 неактивних 4411 осіб було учнями чи студентами, 1738 — пенсіонерами, 2893 були неактивними з інших причин.

У 2010 році в муніципалітеті числилось 16985 оподаткованих домогосподарств, у яких проживали 38080,5 особи, медіана доходів виносила 17 569 євро на одного особоспоживача

## Персоналії
- Канонік Росцелін (1050—1120) — французький теолог і філософ XI—XII століть, засновник номіналізму
- Табюто Марсель (1887—1966) — франко-американський гобоїст
- Данієль Буланже (1922—2014) — французький поет, прозаїк, драматург, сценарист і актор.

## Міста-побратими
- Юї, Бельгія (1959)
- Арона, Італія (1962)
- Ландсгут, Німеччина (1962)
- Віанден, Люксембург (1964)
- Бері-Сент-Едмендс, Велика Британія (1967)
- Kiryat Tiv'on, Ізраїль (1988)
- Сіракава, Японія (1988)
- Ралі, США (1989)
- Ельблонг, Польща (2002)
- Гімарайш, Португалія (2006)